# 山口社会保険事務局
山口社会保険事務局（やまぐちしゃかいほけんじむきょく）は、山口県山口市にあった社会保険庁の地方支分部局で、山口県を管轄していた。

## 管内社会保険事務所等
- 山口社会保険事務局山口社会保険事務室（山口社会保険事務所）
- 下関社会保険事務所
- 徳山社会保険事務所
- 宇部社会保険事務所
- 岩国社会保険事務所
- 萩社会保険事務所（山口社会保険事務局萩事務所）